# Neopsylla longisetosa
Neopsylla longisetosa är en loppart som beskrevs av Li Kueichen et Hsieh Paochi 1977. Neopsylla longisetosa ingår i släktet Neopsylla och familjen mullvadsloppor. Inga underarter finns listade i Catalogue of Life.